# 小松清

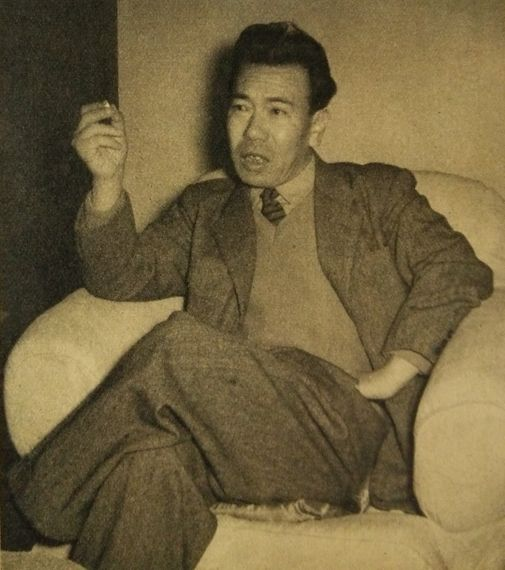
1954年

小松 清（こまつ きよし、1900年（明治33年）6月13日 - 1962年（昭和37年）6月5日）は、日本の文芸評論家・フランス文学者。
ミュッセの翻訳もある音楽評論家の小松清（1899年 - 1975年）は同名の別人である

## 来歴
兵庫県神戸市生まれ。神戸高等商業学校（現神戸大学）中退。
1921年（大正10年）、フランスに渡る。帰国後、マルロー、ジッドなどを紹介した。
1934年（昭和9年）、行動主義文学論争に加わる。
1935年（昭和10年）、文化擁護国際作家会議の報告書『文化の擁護』を編纂。
1937年（昭和12年）「報知新聞」特派員として再度渡仏。
1939年（昭和14年）、日仏同志会が発行していたフランス語の月刊情報誌『FRANCE-JAPON』の編集執筆に加わり、日本の文化的側面を広く紹介した。
1940年（昭和15年）帰国し、その後仏領インドシナに滞在した。
1946年（昭和21年）帰国、日本ペンクラブの再建に努め、会長川端康成の片腕として国際交流に活躍。
妻の小松妙子（1912年11月4日 - 1995年10月18日）は料理研究家で『チーズ手帖 やさしく作る本場の味・チーズ料理・50』（ブックマン社, 1975）のほか、フランソワ・ルリ『フランス料理』（文庫クセジュ）白水社, 1967）の翻訳がある。息子の小松越雄は脚本家・演出家として活動している。

## 著書
- 『行動主義文学論』紀伊国屋出版部 1935. NCID BN1498650X
- 『沈黙の戦士 戦時巴里日記』改造社 1940. NCID BA45361581
- 『仏印への途』六興商会出版部 1941. NCID BA30112390
- 『ふらんすへおくる書』世界文化社 1947. NCID BA46445199
- 『創造の魔神 ジイドの対話』銀座出版社 1947[7]
- 『アンドレ・ジイド 自由なる射手』河出書房 1951. NCID BA34614528
- 『ヴェトナムの血』（小説）河出書房 1954. NCID BN12734958
- 『ヴェトナム』新潮社（一時間文庫）1955. NCID BA37351800

### 編著
- 『文化の擁護』（編）第一書房 1935ISBN 978-4588005800
- 『フランス文学史』杉捷夫共編 東京大学出版会 1955. NCID BN11157484

## 翻訳
- 『マヤ』シモン・ギヤンチヨン（フランス語版）著 長谷川善雄共訳 金星堂 1933 のち『娼婦マヤ』
- 『征服者』 アンドレ・マルロオ著 改造社 1934 のち新潮文庫
- 『王道』 マルロオ著 第一書房 1936 のち新潮文庫
- 『ソヴェト旅行記』ジイド著 第一書房 1937 のち岩波文庫，新潮文庫
- 『新日記抄』ジイド著 改造社 1937
- 『上海の嵐 人間の条件』 マルロオ著 新庄嘉章共訳 改造社 1938（大陸文学叢書）
- 『金雲翹』 阮攸著 東宝発行所 1942
- 『印度支那』 ローラン・ドルジュレス（英語版）著　金星堂 1943
- 『現代フランス思想の展望』 エドワール・テッセ著 酣灯社 1948
- 『侮蔑の時代』 マルロオ著 鎌倉文庫 1948 のち新潮文庫
- 『希望 第1』 マルロオ著 河出書房 1949
- 『エスコリエ夫人の異常な冒険』 ピエール・ルイス著 白水社 1951
- 『人間の条件』 マルロオ著 新潮文庫 1951
- 『アフロディット 古代の風俗』 ピエール・ルイス著 白水社 1952
- 『ソヴェト旅行記修正』 ジイド著 新潮文庫 1952
- 『希望 下巻』 マルロオ著 新潮社 1954
- 『西欧の誘惑』 マルロオ著 松浪信三郎共訳 新潮社 1955（一時間文庫）
- 『フランス詩の歩み』 ルネ・ラルウ（ドイツ語版）著 武者小路実光共訳 白水社 1955（文庫クセジュ）
- 『アンドレ・マルロオ』 ボアデフル（フランス語版） 新潮文庫 1956
- 『人間の条件 戯曲』 マルロオ原作 テイエリ・モニエ脚色 河出新書 1956
- 『東西美術論 第1－3 』マルロオ著 新潮社 1957-1958
- 『ガンバラ マツシミルラ・ドーニ』 バルザック全集第14巻 東京創元社 1960

## 他者による伝記
- 『小松清─ヒューマニストの肖像』　林俊、クロード・ピショワ（英語版）共著、白亜書房　1999年ISBN 978-4891726560